# Mari Kjetun

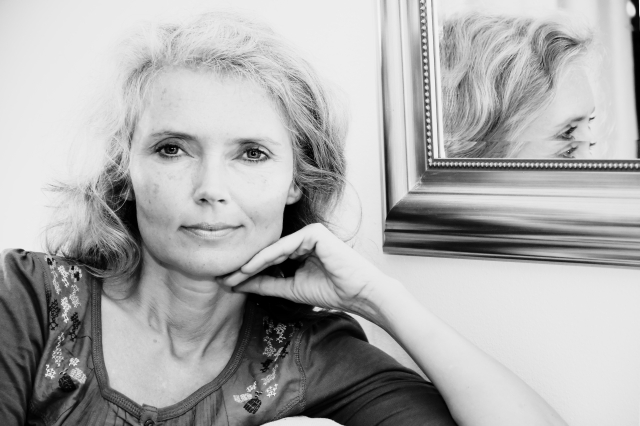
Mari Kjetun

Mari Kjetun, född 1966 i Bodø, är en norsk författare. Kjetuns böcker publicerade av Gyldendal Norsk Forlag och Cappelen Damm. Hon bor i Asker.
Kjetun debuterade med barnboken "Tyver, trøbbel og en lysende komet" i 2009, som vann Gyldendals tävling för bästa barnboksmanuskript . 
Hennes böcker om Mera Max och en giraff illustreras av Johan Egerkrans och publiceras av Rabén & Sjögren på svenska.